# Torre dell'Orologio
Torre dell'orologio je toranj sa satom se nalazi na Trgu svetog Marka u Veneciji, nalazi se odmah do zgrade Procuratie Vecchie. Na tom objektu nalazi se najpoznatiji sat u gradu (zovu ga i Torre dell'Mori).

## Povijest građevine
Građen je da zorno pokaže bogatstvo Mletačke Republike i grada Venecije, ali i da bude pomoć mornarima na Canalu Grande da znaju rasporediti svoje vožnje.
Zgradu je projektirao Mauro Codussi, izgrađena je između 1496. i 1499. Ima pet vertikalnih niša, od kojih je središnja sa satom najšira. U ovoj niši je široki prolaz visok dvije etaže, iznad njega smješten je veliki sat, iznad na sljedećoj etaži je ovalni balkon s kipom Majke Božje s djetetom, a povrh njih je etaža s balkonom i mramornom statuom krilatog lava (simbolom sv. Marka) na plavoj pozadini noćnog neba osutog zlatnim zvijezdama. Na samom vrhu su dvije brončane statue Mora (maora) koji simbolički prikazuju mitološke gigante, oni na puni sat udaraju u veliko brončano zvono u sredini.
Satni mehanizam, je iz 1499. tijekom stoljeća je višeskratno restauriran, on pokreće veliki mehanizam koji se sastoji od nekoliko koncentričnih brojčanika. Najudaljeniji vanjski prikazuje brojeve od 1 do 24 (Rimski brojevi), kazaljka za prikazom punog sata je simbolički prikaz nasmijanog sunca. Manji unutrašnji brojčanik prikazuje dvanaest pozlaćenih znakova zodijak, na plavoj emajliranoj pozadini. Unutarnji brojčanik prikazuje Mjesečeve mijene i sunce.
Mehanizam također pokreće i figure na balkonu iznad sata, gdje je niša s Majkom Božjom i malim Isusom između dva panoa; lijevi pokazuje točni sat u rimskim brojevima, a drugi desni minute u arapskim brojevima. Samo na dan Bogojavljenje 6. siječnja, satni mehanizam pokreće kipove Sveta tri kralja koji prođu kao svečana procesija ispred scene. 1755. godine Giorgio Massari dogradio je završna terasu, od tada zgrada nije mijenjana.

## Vanjske poveznice
- Službene stranice Torre dell'orologio
- Podatci o tornju sa satom  Arhivirana inačica izvorne stranice od 22. listopada 2007. (Wayback Machine)